# Glenea atripennis
Glenea atripennis är en skalbaggsart som beskrevs av Stefan von Breuning 1958. Glenea atripennis ingår i släktet Glenea och familjen långhorningar. Inga underarter finns listade i Catalogue of Life.